# Душан Џамоња
Душан Џамоња (Струмица, 31. јануар 1928 — Загреб, 14. јануар 2009) био је југословенски и српски вајар и академик САНУ.

## Биографија

### Младост и прва скулптура у Љигу
Рођен је у Струмици 1928. године. Отац му је био филозоф коју је студије завршио у Паризу, књижевник и преводилац са француског језика. Душанову судбину је одредио његов отац, уверен да је његова будућност у уметности (док је имао седам година отац га је затекао како поправља ударену бисту Достојевског, коју је откинуо из очеве библиотеке. Тај дан је отац на ручку рекао „Душко ће постати вајар.”). Тако га је за време Другог светског рата (док је имао 15 година) уписао у приватну уметничку школу у Београду, док је преко дана похађао гимназију. Душан Џамоња је заволео уметност и са 18 година направио аутопортрет, којег је касније подарио будућој жени Соњи. 1943. направио је и портрет тетке Фани. Душанов отац био је уверен да ће Душан постати вајар. То се и десило када је за време уточишта у Љигу 1942. у свом "природном атељеу" испод храста од глине направио прву скулптуру - измишљену главу српског сељака са брковима. Једини рад којег је сачувао из тог времена је глава Хомера, којег је радио по слици из уџбеника. На њега је велик утисак оставио Иван Мештровић, чије скулптуре је случајно видео на улици Краља Милана, где је за време рата био немачки Гестапо. Према речима Душана Џамоње призор мермерних скулптура Ивана Мештровића чиниле су се нестварним и решио је да мора постати вајар.

### Послератни период
Након рата 1945. врати се у Загреб и на загребачкој Академији упише студије вајарства. Академија је због Ивана Мештровића имала велик углед већ прије рата. 1952. расписан је међународни натјечај за споменик „Анонимном политичком затворенику” у коме је судјеловао. Натјечај није дао очекиване резултате јер по њему традиционална скулптура није више давала очекиване резултате, али је подстакао већи интерес за споменичку проблематику. За време студија у Загребу није имао прилике да посматра најзначајнија уметничка дела осим оних из националног круга. За то време искуство у проучавању историјских вредности добио је искључиво из књига и репродукција.
Прво путовање у иностранство је имао у пролеће 1952. као сарадник вајарске радионице професора Кршнића. Тада је ишао у Италију и Француску, где је по музејима, црквама и јавним местима могао видети дела великих мајстора. Обишао је Париз, Венецију, Фиренцу. У тим крајевима је формирао своје уверење. Своја наслућивања и стваралачки изазов нашао је у египатској и сиријској скулптури, где га је инспирисала строгост, експресивност и архитектонска снага волумена. Изнад свега допала му се скулптура Хере, која му је представљала утеловљење лепоте и стваралачког духа, високо уздигнута на самом Олимпу - узор за којег је рекао да се не може достићи. Од савремене скулптуре допао му Мурова "Фестивална фигура" у музеју модерне уметности у Паризу.

### Слободан уметник
Због испољавања тежње од ослобођења према традиционалном искуству у вајарству долази до несугласица са професором Кршнићем, којег напусти и прелази у свој атеље у Загребу.
На почетку је волео да ради скулптуре из дрва, за којег је мислио да је најпогоднији материјал за његов тип вајарства. Први пут употреби стакло и гвожђе за споменик „стотини хиљада стрељаних родољуба” у Јајинцима код Београда. Продор у унутрашњост скулптуре помоћу деловања стакла на њега је оставио велик утисак. Тај принцип је употребио и 1959. у интернационалном конкурсу за споменик у логору Дахау. Скулптури је дао име „Напуштена катедрала”, као израз осуђених и изневерених хуманистичких идеала. Према њему није само спољашњост играла улогу него и осећај у унутрашњости скулптуре. Гигантски рељеф са продором светлости је веома сличан споменику на Козари којег је урадио касније.
Технику утискивања бетона у жичане мреже брзо је напустио, пошто није био задовољан отпорношћу материјала. Тако је неке споменике одлио у алуминијуму (Дубрава-Загреб). Незадовољством новим поступцима брзо се вратио старом искуству израде скулптура, дрвету, стаклу и металу.
У покушају са фузијом разних материјала дошао је до новог резултата. У дрвене калупе забијао је металне ексере тако да су врхови ексера направиле празан простор унутар дрва, у које би се касније улило растопљено стакло. Покушај није успео због различитих коефицијената стезања али је дао неочекиван резултат. Дрво се спалило а остала је метална структура варених ексера. Тим открићем усвојио је поступак у обликовању многих нових скулптура. Предност тог поступка (порозна скулптура) је било управо то што је желео-пољубан степен светлости унутар скулптуре, и не само на спољашности као што је навика код скулптура. Тако је свесно одрађивао односе спољашњост-унутрашњост. Први такав стваралачки подстрек дошао је 1960. на бијеналу у Венецији, где је његову скулптуру са спаљеном унутрашњошћу откупио музеј МоМа из Њу Јорка. Иако је скулптуре продавао колекционарима још није био у могућности за рад са великим скулптурама. За то време своје скулптуре је почео прво да нацрта на папир.
Свежина јутра наповољније је деловала на моје радно расположење. Најприје бих прегледавао шта сам нацртао претходног дана, како будућа идеја не би била без континуитета. Време које сам посвећивао цртању није трајало више од два сата.
Тај поступак је касније опустио па је модел из којег је настала скулптура прављен без цртежа.
Ексклузивни уговор са Галеријом Линхард из Цириха помогао је да прошири атеље у Загребу. Унајмио је помоћ у виду студената које је истовремено и подучавао. Касније су помогли занатлије и млади вајари. Велику помоћ је имао од архитекта и инжењера који су му помогли да може да уради и велике споменичке комплексе. 1965. почиње прва изградња споменика у бетону, па Спомен костурница палим Југословенима у Барлети у Италији. Следи и споменик на Козари. Трајање последњих два радова је узео око две до три године, од идеја до припрема и градње.
У Београд долази 1954. године, када је у Галерији УЛУС имао своју прву велику изложбу. Излагао је у оквиру Југословенског павиљона на Светској изложби у Бриселу 1958. године.
Године 1970. започиње са изградњом летњиковца и атељеа у Врсару, према сопственом пројекту, бајковитим парком скулптура. Године 1977. добија Рембрантову награду у Базелу из Гетеове фондације, а 1987. године сели се у Брисел, где има атеље.
Члан је Српске академије наука и уметности од 15. децембра 1988. године.
Умро је у Загребу 14. јануара 2009. године. Сахрањен је на загребачком гробљу Мирогој.

## Стваралаштво
Стваралаштво Душана Џамоње у оставило је трајан белег у споменичкој архитектури Југославије.
Споменик победе и палим борцима на сремском фронту из 1974. је по Душану Џамоњи био најсложенији споменички задатак, која се огледала у сажимању идеје свих победа у јединственом споменику. Због општег југословенског значаја споменик означава неколико симбола: револуцију, раст у јединству свих народа Југославије, победу и стварање нове Југославије; Југославију у рату и Југославију у миру.
У том случају интензитет ангажирања је једнако распоредио на цео споменички комплекс. Сви приступи, алеје и тргови пројектирани су испод нивоа терена, да би се тиме повећала концентрација доживљаја и повећала аутентичност догађаја. Амбијент фронте је пренесен у мотиву рова. Да би се доживљај рата потенцирао направљени су бетонски теснаци дуги и до 50 метара. Испред симбола победе стоји простран плато који отвара равницу са 60 тисућа црвених ружа.
Споменик револуције на Мраковици, Козара, Босна изграђен 1972. године, монументалних је димензија (34/16 метара), од армираног бетона и челика. Решен је као комплекс у јединственом склопу скулптуре, архитектуре и пејзажа, а уз њега и подземни документациони музеј, осветљен одозго кроз кружну перфорацију, димензија 26/30 метара. Овај споменик остао је трајан белег и успомена на жртве фашистичког терора.
Душан Џамоња о споменику на Мраковици
Године 1969. расписан је опћи југославенски натјецај за споменик на Мраковици, једном од врхова Козаре, планине која се налази на северозападном делу Босне. У току Другог светског рата, 1942. године на Козари се одиграла једна од најхеројскијих и најпотреснијих епопеја народноослободилачке борбе у Југославији. У време највеће Хитлерове експанзије, не Козари је било око 4000 партизана који су на подручју главне магистрале према источном Балкану вршили успешне диверзије. Да би ликвидирали ово јако партизанско упориште, Немци су заједно с квислинзима организовали офанзиву у којој је против 4000 партизана учествовало 40000 војника опремљених моћном ратном техником. У неравноправној борби против десет пута надмоћнијег непријатеља, козарачки партизани пружали су надљудски отпор четрдесет дана, опкољени троструким обручем. Херојским подвигом око 2000 партизана успева пробити непријатељски обруч, а за одмазду Немци одвлаче у концентрационе логоре 70000 житеља, углавном жена, деце и стараца, где их је 30000 убијено.
Споменик на Козари требало је да евоцира сву величину ове херојске епопеје. Суделовао сам у том натечају и разрадио неколико различитих пројеката. Сложеност проблема повећавала је и локација одређена за место споменика. Споменик се требало да се постави на пространом платоу на самом врху Мраковице, који је окружен врло високом и густом црногоричном шумом. Да бих успоставио тачне просторне односе и одредио димензије споменика у односу на амбијент, морао сам неколико пута проверавати свој пројекат на лицу места. Споменички комплекс замислио сам у два дела: на приступни и централни плато споменика, који су просторно удаљени око 200 метара и визуелно подељени баријером шуме и висинском разликом. С приступног платоа кроз шуму води к споменику широко степениште. Тек при крају успона постепено расте визура споменика. На тај начин желео сам остварити психолошку припрему за доживљај.
Централни споменик висок је 34 метра и састављен је од двадесет вертикалних сегмената који чине цилиндричну целину. Сваки од сегмената профилиран је дубоким изрезима мотива у негативу, који у укупном збиру целине имају симболично значење. Симболи живота, смрти и хероизма изражени су ритмичким мотивом сегмената профилираним дубоким изрезима у негативу и позитиву. У мотив позитива уградио сам вертикалне ламеле од нерђајућег челика како би у симболу живота дао и димензију светлости. Хоризонтално постављени гигантски блокови усмерени према централном делу симболизирају притисак и агресију из које израста у јединству својих вертикала споменик посвећен херојима Козаре. 
Након што је пројект награђен првом наградом, градња споменика је започета 1970. и завршена 1972 године. Друга фаза изградње споменичког комплекса на Мраковици била је изградња документарног музеја. Да би се зграда музеја потпуно интегрирала са спомеником, одлучио сам да сам направим пројекат. Због непосредне близине споменика, мислио сам да зграду треба скулптурално обликовати, али тако да не конкурира споменику. Да бих то избјегао, музеј сам поставио на острој падини како би се кровиште пластичне вредности нашло у равнини терена, док се прочеље отвара према широкој панорами.
Споменик револуцији у Мославини, Подгарић, изграђен 1967. година од армираног бетона и алуминијума, као крила димензија 10/20 метара, и Спомен костурница палих југословенских бораца током два светска рата у Барлети (Италија) изграђена 1969. године од армираног бетона, димензија 70/35/11 метара су такође његови значајни објекти.
И у материјалима, и у форми, Џамоња обухвата и сједињује органски и неоргански свет. Док су су градивни материјали његових скулптура неоргански метали, клинци, ланци, стакло, гранит, бетон, добијене форме су органске, покренуте у ритму, динамично одржавајући биоритам живог света.
Стваралачки поступак, наоко једноставан и лако читљив, је управо веома сложен, конструктиван и инспиративан. једноставни облици, облице, савијене призме, делови сфера и сегмената круга, варирају и понављају се у ритму уметничког сензибилитета, стварајући апстрактну архитектуру новог израза.
Оно што се раније назирало у његовој скулптури сада добија јасне одреднице праве нове архитектуре. Његове форме су јасне и изводљиве, и као макро урбанистичке целине, и као визионарски пројекти, не само споменичке него и утилитарне архитектуре.
Учествовао је на конкурсу за Спомен обележје жртвама 11. септембра 2001. године у Њујорку. Инспирисан варијацијама форми полумесеца и сегментима кугли, и комбинацијама ових форми, стварајући простор лепоте и склада, радио је пројекте за велики исламски религиозни и културни центар у Саудијској Арабији, 1985. године. Израдио је пројекте за џамију у Орану и за џамију и исламски центар у Ријеци, 2001. године.

## Изложбе
Имао је велики број самосталних изложби у Загребу, Београду, Милану, Сплиту, Венецији, Цириху, Љубљани, Риму, Хагу, Клагенфурту, Ђенови, Скопљу, Келну, Манхајму, Дубровнику, Диселдорфу, Сарајеву, Лондону и др.
Учесник је и бројних репрезентативних ликовних манифестација у Југославији и иностранству и то Бијеналу у Венецији, Медитеранском бијеналу у Александрији, „Експо 58“ у Бриселу, Бијеналу у Антверпену, Тријеналу у Београду, Бијеналу младих у Паризу, Бијеналу у Сполету, Бијеналу у Сан Марину, „Тригону“ у Грацу, Бијеналу у Сао Паулу, Бијеналу цртежа у Ријеци, Јадранском бијеналу у Риминију, „Документа“ у Каселу и др.

## Одабрана дела
- Споменик ослобођењу Истре, Пазин 1951. година
- Споменик палим борцима, Славонски Брод 1951. година
- Споменик непознатом политичком затворенику, Загреб 1953. година
- Споменик ослободиоцима острва Цреса и Лошиња, Мали Лошињ 1955. година
- Споменик стрељанима у Јајинцима, Јајинци 1957. и 1980. година
- Споменик просиначким жртвама, Загреб 1961. година
- Комеморативно гробље у логору Дахау 1959. и Дахау 2 1964. година (пројекат)
- Споменик револицији у Мославини, Подгарић 1967. година
- Споменик жртвама фашизма у Подхуму, код Ријеке, 1968. године (пројекат)
- Споменик Стубичкој бици 1573. 1969. година (пројекат)
- Спомен-гробница југословенских бораца погинулих у Првом и Другом светском рату у Италији, Барлета 1970. година
- Споменик револуцији, Козара-Мраковица 1972. година
- Споменик победе и жртвама на Сремском фронту 1974. година (пројекат)
- Спомен-гробнице у Риму 1974. година (пројекат)
- Споменик Едварду Кардељу, Сисак 1980. година
- Споменик палим борцима, Јошан 1980. година